# 龐貝氏病
龐貝氏病（英語：Pompe disease）又稱肝醣儲積症第II型（GSD-II），是一種罕見疾病，成因為第17對染色體17q25.2-q25.3點位出現病變，導致體內缺乏酸性α-葡萄糖苷酶這種酵素，而無法分解肝糖，無法分解的肝糖會累積在溶體內，導致肌肉無力，心臟擴大等病因。龐貝氏病可分成嬰兒型及晚發型兩種，剛出生的嬰兒若得此病症，通常活不過1～2歲。龐貝氏病是經由雙親遺傳給小孩的，而且是一種常染色體隱性遺傳。龐貝氏病為既是一種代謝性肌肉疾病（metabolic muscle disease）也屬於溶小體儲積病（lysosomal storage disease, LSD）。
全球新生兒罹患機率約在1:18698 

## 遺傳
龐貝氏病經由我們的基因遺傳。基因提供人體內所有活動的指令，包括酵素GAA的生成。龐貝氏病患者，因為基因有缺陷而使得GAA產量不足，甚至一點也沒有。或者，某些病患其實含有足量的酵素，但是其GAA並未具有應有的功能。
每個人的基因都有二組，一組遺傳自母親，另一組則得自於父親。如果您記得這一點，就能更容易了解如何會罹患龐貝氏病。
龐貝氏病是經由雙親遺傳給小孩的，而且是一種常染色体隱性遺傳。自體意指GAA基因位於22對體染色體其中的一對上，隱性則表示要表現此疾病，人體必須遺傳到分別來自雙親的二個不正常的基因。僅帶有一個不正常基因的個體稱為帶因者（carrier），通常都不會產生此疾病的症狀。
但是雙親都是帶因者，並不意味著他們的小孩一定會患有此疾病。這是因為帶因的父母親具有一個正常的基因與一個不正常的基因。在基因「隨機樂透」的組合下，當帶有不正常基因的雙親懷有一個小孩，就有四種可能的結果。
當雙親都是帶因者時，在每一次懷孕中，他們的小孩有25％（四種可能中有一種）的機會遺傳到二個不正常的基因並在出生時即患有龐貝氏病。但是相同的機率下，他們的小孩也可能遺傳到二個正常的基因，而且不會罹病。如果他們的小孩只遺傳到一個不正常的基因，那麼這個小孩將成為此疾病的帶因者。這種情況有50％（四種可能中有二種）的機會會發生。帶因者通常是健康的，因為一個正常的基因仍能產生足夠的GAA，而可以正常地切斷堆積在溶體的肝糖。龐貝氏病的遺傳與性別無關，男性與女性都一樣會罹病。

## 類型
雖然龐貝氏病在出生時就存在，症狀並不會即刻就表現出來。因此根據發病的年齡，龐貝氏病病人被分為兩大類：嬰兒型與晚發型。據估計出生時即患有龐貝氏病的病人中，大約有三分之一為嬰兒型，其餘即為晚發型，有些甚至到晚年才發病。

## 症狀
- 嬰兒型：約在6個月左右發病，常在1歲前就死亡
  - 嚴重的肌肉無力
  - 舌頭肥大
  - 心臟肥大
  - 肝臟肥大
  - 呼吸困難
  - 無法如期達到發育的標的
- 晚發型：約在20至60歲發病
  - 逐漸的肌肉無力及肌肉萎縮，特別是軀幹和下肢
  - 行動時感到疲憊
  - 呼吸短促
  - 睡眠中呼吸暫停症侯群或間歇性睡眠
  - 早晨性頭痛
  - 白天嗜睡
  - 脊椎側彎
  - 下背疼痛

## 罹患機率
全球新生兒罹患機率約在1:40000或0.0025%左右，但不同的地區則有所差異，例如在非洲裔的美國人中，發生率估計略高，約為1:14000；而在台灣與中國大陸的發生率則約為五萬分之一。目前在香港已確診十名患者。在美國確實的流行率仍未知，估計應有數千人。這些數據的結果顯示龐貝氏病是罕見疾病，在美國罹病人數低於200,000人以下；在歐洲每10,000人中少於5個人以下罹病，則被視為罕見疾病。因為龐貝氏病常被誤認為其他較常見的疾病，而被誤診，因此患有此病的病患人數極可能多於目前的估計值。此外，世界上缺乏先進的診斷技術的某些區域，也可能無法診斷出如此複雜的疾病。

## 治療藥物
2006年4月28日，由台灣中央研究院生物醫學暨科學研究所所長陳垣崇及其所領導的研究團隊，經過長達15年之研究，研發出全球第一個治療龐貝氏病的酵素替代療法藥物「Myozyme」，並獲欧洲药品管理局（EMEA）及美國食品暨藥物管理局（FDA）核准上市。此藥的誕生歷程被美國記者姬塔·阿南德（Geeta Anand）寫成小說《孩子，我要你活下去！》（The Cure，ISBN 9789861208190（中文版）；ISBN 9780060734398（英文版）），並改編為電影《愛的代價》（Extraordinary Measures）由哈里遜·福特（Harrison Ford）及布蘭登·費雪（Brendan Fraser）主演，於2010年上映。

## 外部連結
- 財團法人罕見疾病基金會（台灣）
- 台灣龐貝氏病協會 （页面存档备份，存于）
- 香港肌健協會 （页面存档备份，存于）
- The website of the Pompe's Group of the Association for Glycogen Storage Disease (UK) （页面存档备份，存于）
- Acid Maltase Deficiency Association, Inc. （页面存档备份，存于）—A US patient support group founded in 1995.
- United Pompe Foundation （页面存档备份，存于）
- International Pompe Association （页面存档备份，存于）—A federation of Pompe disease patient's groups worldwide.
- Genzyme's Pompe Information site （页面存档备份，存于）
- FDA Approval News for Myozyme （页面存档备份，存于）
- Canadian Association of Pompe （页面存档备份，存于）
- Hide & Seek Foundation for Lysosomal Disease Research （页面存档备份，存于）
- GeneReview/NIH/UW entry on Glycogen Storage Disease Type II (Pompe Disease) （页面存档备份，存于）
- Australian Pompe's Association （页面存档备份，存于）
- 認識龐貝氏病（Pompe Disease）陳福隆譯／楊智超醫師校閱

1. ↑  Colburn R; Lapidus D. . Frontiers in Pediatrics. 2024, 11. PMC 10810242 . PMID 38274468. doi:10.3389/fped.2023.1221140 .
2. ↑  香港中文大學罕見病群體學生義工服務隊. 趙偉堅、杜潔心、周鴻揚 , 编. . 2022年. ISBN 978-988-76441-0-1.